# Carlos Girón
Carlos Armando Girón Gutiérrez (Mexicali, Alsó-Kalifornia, 1954. november 3. – Mexikóváros, 2020. január 13.) olimpiai ezüstérmes mexikói műugró.

## Pályafutása
1972 és 1984 között négy olimpián vett részt. Az 1972-es müncheni olimpián műugrásban a kilencedik, toronyugrásban a nyolcadik helyen végzett. Négy év múlva Montréalban műugrásban hetedik, toronyugrásban ismét nyolcadik lett. Az 1980-as moszkvai olimpián műugrásban ezüstérmes szerzett, toronyugrásban negyedik helyezést ért el. Utolsó olimpiáján, Los Angeles-ben csak műugrásban indult és a 12. lett.
Az 1975-ös mexikóvárosi pánamerikai játékokon műugrásban bronz-, toronyugrásban aranyérmet szerzett. Négy év múlva San Juanban műugrásban ismét bronz-, toronyugrásban ezüstérmes lett.

## Sikerei, díjai
- Olimpiai játékok – műugrás
  - ezüstérmes: 1980, Moszkva
- Pánamerikai játékok
  - aranyérmes: 1975 (toronyugrás)
  - ezüstérmes: 1979 (toronyugrás)
  - bronzérmes (2): 1975, 1979 (mindkettő műugrás)